# Garry Bauman
Garry Glenwood Bauman (Innisfail, 21 luglio 1940 – Calgary, 16 ottobre 2006) è stato un hockeista su ghiaccio canadese di ruolo portiere che nel corso della carriera ha giocato nella National Hockey League.

## Carriera
Dopo due stagioni trascorse nella lega giovanile del Saskatchewan Bauman si trasferì negli Stati Uniti per la formazione universitaria di Michigan Tech, ottenendo numerosi trofei e riconoscimenti individuali della NCAA.
Nel 1964 esordì fra i professionisti in Central Hockey League nel farm team dei Montreal Canadiens, gli Omaha Knights, mentre nelle due stagioni successive giocò in American Hockey League con i Quebec Aces. Bauman riuscì a esordire in National Hockey League con i Canadiens nella stagione 1966-67 disputando due incontri.
Quello stesso anno prese parte all'NHL All-Star Game disputato dai Canadiens contro le stelle delle altre squadre NHL. Insieme a Charlie Hodge fu il primo e unico portiere nella storia dell'evento capace di ottenere uno shutout.
Nell'estate del 1967 durante l'NHL Expansion Draft venne selezionato dai Minnesota North Stars, una delle sei nuove franchigie iscritte in National Hockey League. Vi rimase solo per due stagioni, giocando soprattutto nelle formazioni affiliate nelle leghe minori.
Si ritirò dall'attività agonistica nel 1972 per divenire un insegnante. Morì a Calgary nel 2006 in seguito a un cancro.

## Palmarès

### Individuale
- NHL All-Star Game: 1

1967
- WCHA First All-Star Team: 3

1961-1962, 1962-1963, 1963-1964
- NCAA West First All-American Team: 2

1962-1963, 1963-1964